# Општина Акапулко де Хуарез (Гереро)
Акапулко де Хуарез (шп. Acapulco de Juárez) општина је у Мексику у савезној држави Гереро. Општина се налази на надморској висини од 20 м.

## Становништво
Према подацима из 2010. у општини је живело 789971 становника.

### Хронологија
| Година       | 2000                     | 2005                     | 2010                     |
| ------------ | ------------------------ | ------------------------ | ------------------------ |
| Становништво | 722499 (347732 / 374767) | 717766 (344318 / 373448) | 789971 (382276 / 407695) |

### Попис
| \| \| м \| \| \| ж \| \| 0—2 \| 21.875 \| \| \| 20.590 \| \| 3—5 \| 22.847 \| \| \| 21.903 \| \| 6—11 \| 46.232 \| \| \| 44.683 \| \| 12—14 \| 23.525 \| \| \| 22.741 \| \| 15—17 \| 23.707 \| \| \| 23.750 \| \| 18—24 \| 49.690 \| \| \| 52.357 \| \| 60+ \| 31.963 \| \| \| 38.695 \| \| Просек : \| 28,7 \| \| \| 30,1 \| |        |  |  |        |
| |        |  |  |        |
| | м      |  |  | ж      |
| 0—2 | 21.875 |  |  | 20.590 |
| 3—5 | 22.847 |  |  | 21.903 |
| 6—11 | 46.232 |  |  | 44.683 |
| 12—14 | 23.525 |  |  | 22.741 |
| 15—17 | 23.707 |  |  | 23.750 |
| 18—24 | 49.690 |  |  | 52.357 |
| 60+ | 31.963 |  |  | 38.695 |
| Просек : | 28,7   |  |  | 30,1   |

| #   | Индикатор                                                                                        | Вредност |
| --- | ------------------------------------------------------------------------------------------------ | -------- |
| 1   | Становништво од 0 до 2 године                                                                    | 42465    |
| 2   | Мушко становништво од 0 до 2 године                                                              | 21875    |
| 3   | Женско становништво од 0 до 2 године                                                             | 20590    |
| 4   | Становништво са 3 и више година                                                                  | 740756   |
| 5   | Мушко становништво са 3 и више година                                                            | 357020   |
| 6   | Женско становништво са 3 и више година                                                           | 383736   |
| 7   | Становништво са 5 и више година                                                                  | 710927   |
| 8   | Мушко становништво са 5 и више година                                                            | 341788   |
| 9   | Женско становништво са 5 и више година                                                           | 369139   |
| 10  | Становништво са 12 и више година                                                                 | 605091   |
| 11  | Мушко становништво са 12 и више година                                                           | 287941   |
| 12  | Женско становништво са 12 и више година                                                          | 317150   |
| 13  | Становништво са 15 и више година                                                                 | 558825   |
| 14  | Мушко становништво са 15 и више година                                                           | 264416   |
| 15  | Женско становништво са 15 и више година                                                          | 294409   |
| 16  | Становништво са 18 и више година                                                                 | 511368   |
| 17  | Мушко становништво са 18 и више година                                                           | 240709   |
| 18  | Женско становништво са 18 и више година                                                          | 270659   |
| 19  | Становништво од 3 до 5 година                                                                    | 44750    |
| 20  | Мушко становништво од 3 до 5 година                                                              | 22847    |
| 21  | Женско становништво од 3 до 5 година                                                             | 21903    |
| 22  | Становништво од 6 до 11 година                                                                   | 90915    |
| 23  | Мушко становништво од 6 до 11 година                                                             | 46232    |
| 24  | Женско становништво од 6 до 11 година                                                            | 44683    |
| 25  | Становништво од 8 до 14 година                                                                   | 107580   |
| 26  | Мушко становништво од 8 до 14 година                                                             | 54698    |
| 27  | Женско становништво од 8 до 14 година                                                            | 52882    |
| 28  | Становништво од 12 до 14 година                                                                  | 46266    |
| 29  | Мушко становништво од 12 до 14 година                                                            | 23525    |
| 30  | Женско становништво од 12 до 14 година                                                           | 22741    |
| 31  | Становништво од 15 до 17 година                                                                  | 47457    |
| 32  | Мушко становништво од 15 до 17 година                                                            | 23707    |
| 33  | Женско становништво од 15 до 17 година                                                           | 23750    |
| 34  | Становништво од 18 до 24 године                                                                  | 102047   |
| 35  | Мушко становништво од 18 до 24 године                                                            | 49690    |
| 36  | Женско становништво од 18 до 24 године                                                           | 52357    |
| 37  | Женско становништво од 15 до 49 година                                                           | 219465   |
| 38  | Становништво са 60 и више година                                                                 | 70658    |
| 39  | Мушко становништво са 60 и више година                                                           | 31963    |
| 40  | Женско становништво са 60 и више година                                                          | 38695    |
| 41  | Однос између мушкараца и жена                                                                    | 93.77    |
| 42  | Становништво од нуле до 14 година                                                                | 224396   |
| 43  | Становништво од 15 до 64 године                                                                  | 511421   |
| 44  | Становништво од 65 година и више                                                                 | 47404    |
| 45  | Просечан број деце                                                                               | 2.25     |
| 46  | Становништво рођено у ентитету                                                                   | 707743   |
| 47  | Мушко становништво рођено у ентитету                                                             | 340806   |
| 48  | Женско становништво рођено у ентитету                                                            | 366937   |
| 49  | Становништво рођено у другом ентитету                                                            | 70047    |
| 50  | Мушко становништво рођено у другом ентитету                                                      | 35134    |
| 51  | Женско становништво рођено у другом ентитету                                                     | 34913    |
| 52  | Становништво од 5 година и више резидентно у ентитету у јуну 2005. године                        | 682537   |
| 53  | Мушко становништво старосног доба од 5 година и више, резидентно у ентитету у јуну 2005. године  | 325947   |
| 54  | Женско становништво старосног доба од 5 и више година, резидентно у ентитету у јуну 2005. године | 356590   |
| 55  | Становништво од 5 година и више које је живело у другом ентитету у јуну 2005. године             | 17977    |
| 56  | Мушко становништво старије од 5 година које је живело у другом ентитету у јуну 2005. године      | 9394     |
| 57  | Женско становништво старије од 5 година које је живело у другом ентитету у јуну 2005. године     | 8583     |
| 58  | Становништво од 3 године и више које говори аутохтони језик                                      | 11452    |
| 59  | Мушко становништво старо 3 године и више које говори аутохтони језик                             | 5462     |
| 60  | Женско становништво старо 3 године и више које говори аутохтони језик                            | 5990     |
| 61  | Становништво од 3 године и више које говори аутохтони језик и не говори шпански језик            | 124      |
| 62  | Мушко становништво старо 3 године и више које говори аутохтони језик и не говори шпански         | 44       |
| 63  | Женско становништво старо 3 године и више које говори аутохтони језик и не говори шпански језик  | 80       |
| 64  | Становништво старо 3 године и више које говори аутохтони језик и шпански                         | 10059    |
| 65  | Мушко становништво старо 3 године и више које говори аутохтони језик и шпански                   | 4820     |
| 66  | Женско становништво старо 3 године и више које говори аутохтони језик и шпански                  | 5239     |
| 67  | Становништво од 5 година и више које говори аутохтони језик                                      | 11304    |
| 68  | Становништво од 5 година и више које говори аутохтони језик и не говори шпански језик            | 112      |
| 69  | Становништво од 5 година и више које говори аутохтони језик и говори шпански језик               | 9961     |
| 70  | Становништво у домородачким домаћинствима                                                        | 25568    |
| 71  | Становништво са ограничењима у активностима                                                      | 30958    |
| 72  | Становништво са ограниченим ходањем или кретањем, горе или доле                                  | 18111    |
| 73  | Становници са ограничењима вида, чак и уз кориштење сочива                                       | 7956     |
| 74  | Становништво са ограничењима говора, комуникације или конверзације                               | 2858     |
| 75  | Становништво са ограниченим слухом                                                               | 2845     |
| 76  | Становништво са ограничењима при одевању, купању или јелу                                        | 1366     |
| 77  | Становништво са ограничењима у опажању или учењу једноставних ствари                             | 1138     |
| 78  | Становништво са менталним ограничењима                                                           | 2911     |
| 79  | Становништво без ограничења активности                                                           | 748026   |
| 80  | Становништво од 3 до 5 година које не похађа школу                                               | 21483    |
| 81  | Мушко становништво од 3 до 5 година које не похађа школу                                         | 11058    |
| 82  | Женско становништво од 3 до 5 година које не похађа школу                                        | 10425    |
| 83  | Становништво од 6 до 11 година које не похађа школу                                              | 3184     |
| 84  | Мушко становништво од 6 до 11 година које не похађа школу                                        | 1727     |
| 85  | Женско становништво од 6 до 11 година које не похађа школу                                       | 1457     |
| 86  | Становништво од 12 до 14 година које не похађа школу                                             | 3491     |
| 87  | Мушко становништво од 12 до 14 година које не похађа школу                                       | 1898     |
| 88  | Женско становништво од 12 до 14 година које не похађа школу                                      | 1593     |
| 89  | Становништво од 15 до 17 година похађа школу                                                     | 33695    |
| 90  | Мушко становништво од 15 до 17 година похађа школу                                               | 16669    |
| 91  | Женско становништво између 15 и 17 година живота у школи                                         | 17026    |
| 92  | Становништво од 18 до 24 године похађа школу                                                     | 28636    |
| 93  | Мушко становништво од 18 до 24 године похађа школу                                               | 13725    |
| 94  | Женско становништво од 18 до 24 године похађа школу                                              | 14911    |
| 95  | Становништво од 8 до 14 година које не може да чита и пише                                       | 4543     |
| 96  | Мушко становништво старосног доба од 8 до 14 година које не може да чита и пише                  | 2601     |
| 97  | Женско становништво старосног доби од 8 до 14 година које не може да чита и пише                 | 1942     |
| 98  | Становништво од 15 година и више које је неписмено                                               | 44592    |
| 99  | Мушко становништво од 15 година и више које је неписмено                                         | 15988    |
| 100 | Женско становништво од 15 година и више које је неписмено                                        | 28604    |
| 101 | Становништво старо 15 и више година без школовања                                                | 46667    |
| 102 | Мушко становништво старо 15 и више година без школовања                                          | 17526    |
| 103 | Женско становништво старо 15 и више година без школовања                                         | 29141    |
| 104 | Становништво старосног доба 15 и више година са непотпуним основним образовањем                  | 58545    |
| 105 | Мушко становништво старосног доба од 15 година и више са непотпуном основним образовањем         | 25775    |
| 106 | Женско становништво старосног доба 15 и више година са непотпуном основним образовањем           | 32770    |
| 107 | Становништво старо 15 и више година са комплетним основним образовањем                           | 79272    |
| 108 | Мушко становништво старо 15 година и више са комплетним основним образовањем                     | 36284    |
| 109 | Женско становништво старо 15 и више година са комплетним основним образовањем                    | 42988    |
| 110 | Становништво старосног доба 15 и више година са непотпуним средњим образовањем                   | 33639    |
| 111 | Мушко становништво старосног доба од 15 година и више са непотпуним средњим образовањем          | 18245    |
| 112 | Женско становништво старосног доба од 15 година и више са непотпуним средњим образовањем         | 15394    |
| 113 | Становништво старо 15 и више година са пуним секундарном образовањем                             | 113128   |
| 114 | Мушко становништво старосног доба од 15 година и више са пуним секундарном образовањем           | 56454    |
| 115 | Женско становништво старосног доба од 15 година и више са пуним секундарном образовањем          | 56674    |
| 116 | Становништво старије од 18 година са постосновним образовањем                                    | 209879   |
| 117 | Мушко становништво старије од 18 година са постосновним образовањем                              | 102404   |
| 118 | Женско становништво старије од 18 година са постосновним образовањем                             | 107475   |
| 119 | Просечна оцена школовања                                                                         | 8.93     |
| 120 | Просечан ниво образовања мушке популације                                                        | 9.18     |
| 121 | Просечан ниво образовања женског становништва                                                    | 8.71     |
| 122 | Економски активно становништво                                                                   | 339195   |
| 123 | Економски активна мушка популација                                                               | 213823   |
| 124 | Економски активна женска популација                                                              | 125372   |
| 125 | Становништво које није економски активно                                                         | 262931   |
| 126 | Мушко становништво које није економски активно                                                   | 72239    |
| 127 | Женско становништво које није економски активно                                                  | 190692   |
| 128 | Запослено становништво                                                                           | 323763   |
| 129 | Запослено мушко становништво                                                                     | 201846   |
| 130 | Запослено женско становништво                                                                    | 121917   |
| 131 | Незапослена популација                                                                           | 15432    |
| 132 | Незапослена мушка популација                                                                     | 11977    |
| 133 | Незапослена женска популација                                                                    | 3455     |
| 134 | Становништво без права на здравствене услуге                                                     | 335482   |
| 135 | Становништво које има право на здравствене услуге                                                | 446163   |
| 136 | Становништво које има право на ИМСС                                                              | 245078   |
| 137 | Становништво које има право на социјално осигурање                                               | 66596    |
| 138 | Становништво које има право на државно социјално осигурање                                       | 1592     |
| 139 | Становништво које има право на опште осигурање или здравствено осигурање за нову генерацију      | 116269   |
| 140 | Становништво које је било једном или није било у браку током 12 година и више                    | 206298   |
| 141 | Венчано или уједињено становништво од 12 година и више                                           | 321962   |
| 142 | Становништво које је било у браку или уједињено 12 година и више                                 | 75681    |
| 143 | Становништво са католичком религијом                                                             | 635970   |
| 144 | Протестанти, еванђелисти и библијски следбеници различити од еванђелиста                         | 88344    |
| 145 | Становништво са другим религијама различитим од претходних                                       | 607      |
| 146 | Становништво без религије                                                                        | 43903    |
| 147 | Укупно пописаних домаћинства                                                                     | 203313   |
| 148 | Пописна домаћинства на челу са мушкарцима                                                        | 139786   |
| 149 | Пописна домаћинства на челу са женама                                                            | 63527    |
| 150 | Становништво у пописним домаћинствима                                                            | 780251   |
| 151 | Становништво у пописним домаћинствима на челу са мушкарцима                                      | 557426   |
| 152 | Становништво у пописним домаћинствима на челу са женама                                          | 222825   |
| 153 | Укупно домаћинстава                                                                              | 293572   |
| 154 | Укупно насељених домаћинстава                                                                    | 205559   |
| 155 | Укупно приватних кућа                                                                            | 291326   |
| 156 | Насељени приватни домови                                                                         | 203313   |
| 157 | Укупно насељених приватних кућа                                                                  | 205485   |
| 158 | Ненасељене приватне куће                                                                         | 45211    |
| 159 | Појединачна домаћинства за привремену употребу                                                   | 42802    |
| 160 | Становници у насељеним приватним кућама                                                          | 780251   |
| 161 | Насељеност станара у приватним становима                                                         | 3.84     |
| 162 | Просечно становника по соби у приватним насељеним домаћинствима                                  | 1.3      |
| 163 | Појединачна домаћинства са подовима од различитих материјала од земље                            | 179050   |
| 164 | Појединачна домаћинства у приземљу                                                               | 22794    |
| 165 | Појединачна домаћинства са једном спаваћом собом                                                 | 87798    |
| 166 | Појединачна домаћинства са две спаваће собе и више                                               | 114757   |
| 167 | Појединачна домаћинства са једним собом                                                          | 37249    |
| 168 | Појединачна домаћинства са две собе                                                              | 46023    |
| 169 | Појединачна домаћинства са 3 собе и више                                                         | 119007   |
| 170 | Појединачна домаћинства која имају електрично светло                                             | 201426   |
| 171 | Појединачна домаћинства која немају електрично светло                                            | 1111     |
| 172 | Појединачна домаћинства која имају водоводну воду у стамбеном простору                           | 153619   |
| 173 | Појединачна домаћинства која немају водоводну воду у стамбеном простору                          | 48575    |
| 174 | Појединачна домаћинства која имају тоалет                                                        | 186209   |
| 175 | Појединачна домаћинства која имају канализацију                                                  | 184310   |
| 176 | Појединачна домаћинства која немају канализацију                                                 | 17711    |
| 177 | Појединачна домаћинства која имају електрично светло, довод воде из јавне мреже и канализацију   | 148225   |
| 178 | Појединачна домаћинства без икаквих услова                                                       | 3989     |
| 179 | Појединачна домаћинства која имају радио                                                         | 146137   |
| 180 | Појединачна домаћинства која имају телевизор                                                     | 190556   |
| 181 | Појединачна домаћинства која имају фрижидер                                                      | 176076   |
| 182 | Појединачна домаћинства која имају машину за веш                                                 | 110365   |
| 183 | Појединачна домаћинства која имају аутомобил или комби                                           | 56722    |
| 184 | Појединачна домаћинства која имају рачунар                                                       | 49910    |
| 185 | Појединачна домаћинства која имају фиксну телефонску линију                                      | 90836    |
| 186 | Појединачна домаћинства која имају мобилни телефон                                               | 133964   |
| 187 | Појединачна домаћинства која имају приступ интернету                                             | 38134    |